# Zanaco Football Club
El Zambia National Commercial Bank Football Club, conocido como Zanaco Football Club es un club de fútbol de Zambia que participa en la Primera División de Zambia, la liga principal de fútbol en el país.

## Historia
Fue fundado en el año 1985 en la capital Lusaka. Ha ganado 7 torneos de liga y nueve torneos de copa, incluyendo 1 copa nacional.

## Palmarés
- Primera División de Zambia: 7

2002, 2003, 2005, 2006, 2009, 2012, 2016
- Copa de Zambia: 1

2002
- Copa Desafío de Zambia: 3

1987, 1988, 2006
- Copa Coca-Cola de Zambia: 2

2001, 2004
- Charity Shield de Zambia: 3

2001, 2003, 2006

## Participación en competiciones de la CAF
| Temporada | Torneo                       | Ronda            | Club               | Casa | Visita | Global      |
| --------- | ---------------------------- | ---------------- | ------------------ | ---- | ------ | ----------- |
| 2001      | Copa CAF                     | 1                | Green Mamba        | 1-1  | 0-0    | 1-1 (a)     |
| 2002      | Recopa Africana              | 1                | AS Vita Club       | 4-1  | 0-3    | 4-4 (a)     |
| 2003      | Liga de Campeones de la CAF  | 1                | Ismaily SC         | 0-0  | 0-1    | 0-1         |
| 2004      | Liga de Campeones de la CAF  | Preliminar       | Simba SC           | 3-1  | 0-1    | 3-2         |
| 2004      | Liga de Campeones de la CAF  | 1                | Bakili Bullets     | 1-0  | 0-1    | 1-1 (3-5 p) |
| 2006      | Liga de Campeones de la CAF  | Preliminar       | Young Africans FC  | 2-0  | 1-2    | 3-2         |
| 2006      | Liga de Campeones de la CAF  | 1                | JS Kabylie         | 0-3  | 1-0    | 1-3         |
| 2007      | Liga de Campeones de la CAF  | Preliminar       | Likhopo FC         | 1-0  | 0-0    | 1-0         |
| 2007      | Liga de Campeones de la CAF  | 1                | Espérance ST       | 1-4  | 0-2    | 1-6         |
| 2012      | Liga de Campeones de la CAF  | Preliminar       | URA SC             | 4-0  | 0-1    | 4-1         |
| 2012      | Liga de Campeones de la CAF  | 1                | ASEC Mimosas       | 1-0  | 1-1    | 2-1         |
| 2012      | Liga de Campeones de la CAF  | 2                | ES Sétif           | 2-2  | 0-1    | 2-3         |
| 2012      | Copa Confederación de la CAF | 3                | Enyimba FC         | 4-0  | 0-2    | 4-2         |
| 2012      | Copa Confederación de la CAF | Fase de grupos   | CS Sfaxien         | 1-0  | 1-2    | 3.er lugar  |
| 2012      | Copa Confederación de la CAF | Fase de grupos   | FUS Rabat          | 1-1  | 0-1    | 3.er lugar  |
| 2012      | Copa Confederación de la CAF | Fase de grupos   | Haras El Hodood    | 1-1  | 1-1    | 3.er lugar  |
| 2013      | Liga de Campeones de la CAF  | Preliminar       | Mbabane Swallows   | 3-2  | 0-0    | 3-2         |
| 2013      | Liga de Campeones de la CAF  | 1                | Orlando Pirates FC | 0-1  | 1-2    | 1-3         |
| 2016      | Copa Confederación de la CAF | 1                | Harare City FC     | 3-1  | 2-1    | 5-2         |
| 2016      | Copa Confederación de la CAF | 2                | Stade Gabésien     | 1-1  | 0-3    | 1-4         |
| 2017      | Liga de Campeones de la CAF  | Preliminar       | APR FC             | 0-0  | 0-1    | 0-1         |
| 2017      | Liga de Campeones de la CAF  | 1                | Young Africans FC  | 0-0  | 1-1    | 1-1 (a)     |
| 2017      | Liga de Campeones de la CAF  | Fase de grupos   | Wydad Casablanca   | 1-0  | 0-1    | 3.er lugar  |
| 2017      | Liga de Campeones de la CAF  | Fase de grupos   | Al-Ahly SC         | 0-0  | 0-0    | 3.er lugar  |
| 2017      | Liga de Campeones de la CAF  | Fase de grupos   | Contonsport        | 2-1  | 1-0    | 3.er lugar  |
| 2018      | Liga de Campeones de la CAF  | Preliminar       | Armed Forces       | 3-0  | 3-1    | 6-1         |
| 2018      | Liga de Campeones de la CAF  | 1                | Mbabane Swallows   | 1-2  | 0-1    | 1-3         |
| 2018      | Copa Confederación de la CAF | 2                | Raja Casablanca    | 0-2  | 0-3    | 0-5         |
| 2019/20   | Copa Confederación de la CAF | 1                | Bolton City        | 3-0  | 2-1    | 5-1         |
| 2019/20   | Copa Confederación de la CAF | Playoff          | Cano Sport Academy | 5-1  | 3-1    | 8-2         |
| 2019/20   | Copa Confederación de la CAF | Fase de grupos   | RS Berkane         | 1-1  | 1-1    | 2° Lugar    |
| 2019/20   | Copa Confederación de la CAF | Fase de grupos   | DC Motema Pembe    | 2-1  | 1-1    | 2° Lugar    |
| 2019/20   | Copa Confederación de la CAF | Fase de grupos   | ESAE               | 3-0  | 0-0    | 2° Lugar    |
| 2019/20   | Copa Confederación de la CAF | Cuartos de final | Pyramids FC        | 0-3  | 1-0    | 1-3         |
| 2021/22   | Liga de Campeones de la CAF  | 1                | Akonangui FC       | 1-0  | 2-0    | 3-0         |
| 2021/22   | Liga de Campeones de la CAF  | 2                | Al-Merrikh SC      | 2-1  | 0-3    | 2-4         |
| 2021/22   | Copa Confederación de la CAF | Playoff          | Binga FC           | 3-0  | 0-2    | 3-2         |
| 2021/22   | Copa Confederación de la CAF | Fase de grupos   | Al Ahli Tripoli    | 2-3  | 0-2    | 4° Lugar    |
| 2021/22   | Copa Confederación de la CAF | Fase de grupos   | Pyramids FC        | 0-2  | 0-1    | 4° Lugar    |
| 2021/22   | Copa Confederación de la CAF | Fase de grupos   | CS Sfaxien         | 1-0  | 0-1    | 4° Lugar    |

## Personal administrativo
- Presidente:  Edward Mutale
- Gerente del Equipo:  Jordan Maliti
- Tesorero:  Nchoba Choonga

## Entrenadores
- Dan Kabwe
- George Mungwa
- Wedson Nyrienda
- Dickson Chama (1992-1995)
- Fighton Simukonda (2004-2007)
- Wesley Mondo (2007–2008)
- Keegan Mumba (2012-2013)

## Jugadores

### Jugadores destacados
| - Bernard Bwalya (Muerto) - James Chamanga - Jack Chileshe - Evans Chisulo - Martin Daka - Patrick Kabamba - Rodgers Kasoma - Stafford Kayame - Rodgers Kola - George Kolala | - Lawrence Lubinda - Chisamba Lungu - Kingsley Musabula - Joseph Musonda - Perry Mutapa - Chanda Mwape - Chaswe Nsofwa-Late - Masauso Tembo - Emmanuel Zulu |